# Olsian Velia
Pour les articles homonymes, voir Velia.
Olsian Velia (né le 20 janvier 1994) est un coureur cycliste albanais. Il a notamment remporté une édition du Tour du Kosovo et plusieurs étapes du Tour d'Albanie. 

## Palmarès sur route

### Par année
- 2012
  - Prologue de la Kupës Agim Tafili
- 2013
  - 2e du championnat d'Albanie du contre-la-montre
  - 3e du championnat d'Albanie sur route
- 2014
  - Classement général du Tour du Kosovo
  - 1re, 4e et 5e étapes du Tour d'Albanie
- 2015
  - 2e étape du Tour du Kosovo
- 2017
  - 3e du championnat d'Albanie sur route
- 2018
  - 2e du championnat d'Albanie du contre-la-montre
  - 3e du championnat d'Albanie sur route
- 2019
  - 2e du championnat d'Albanie du contre-la-montre
  - 2e du championnat d'Albanie sur route
- 2020
  - 2e du championnat d'Albanie du contre-la-montre
  - 2e du championnat d'Albanie sur route
- 2021
  - 2e étape du Tour d'Albanie
  - 2e du championnat d'Albanie du contre-la-montre
- 2022
  - Kupa 26 Marsi
  - Pranvera në Shtime
- 2023
  - Kupës Agim Tafili
  - 2e du championnat d'Albanie du contre-la-montre
  - 2e du championnat d'Albanie sur route
  - 3e du championnat des Balkans sur route
- 2024
  -  Champion d'Albanie sur route
  -  Champion d'Albanie du contre-la-montre
  - Trofeu 26 Marsi
  - Kupa Anamoraves
- 2025
  -  Champion d'Albanie du contre-la-montre
  - Trofeu i Dites se Verës
  - 3e étape du Tour d'Albanie
  - 3e du championnat d'Albanie sur route

### Classements mondiaux
| Année                                 | 2014 | 2015 | 2016 | 2017  | 2018 | 2019  | 2020 | 2021  | 2022 | 2023  | 2024 |
| ------------------------------------- | ---- | ---- | ---- | ----- | ---- | ----- | ---- | ----- | ---- | ----- | ---- |
| Classement mondial                    |      |      | nc   | 2112e | 836e | 1234e | 711e | 1319e | 919e | 1204e | 807e |
| UCI Europe Tour                       | 843e | nc   | nc   | 1371e | 500e | 857e  | 569e | 949e  | 675e | nc    | nc   |
|                                       |      |      |      |       |      |       |      |       |      |       |      |
| Légende : nc = non classéSource : UCI |      |      |      |       |      |       |      |       |      |       |      |

## Palmarès en cyclo-cross
- 2023-2024
  -  Champion d'Albanie de cyclo-cross
- 2024-2025
  -  Champion d'Albanie de cyclo-cross